# Големі Болгарени
Големі Болгарени (болг. Големи Българени) — село (поселення) в Габровській області Болгарії, підпорядковане общині Дряново. В селі налічується 6 мешканців.